# Jean Cabaret d'Orville
Pour les articles homonymes, voir Cabaret (homonymie).
Jean Cabaret d'Orville ou Jean d'Orronville — on trouve également les formes Dorieville, d'Orieville, d'Oronville, dit « Cabaret » — est un chroniqueur du XVe siècle, qui a raconté l'histoire du duc Louis II de Bourbon et fut l'historiographe du comte Amédée VIII de Savoie.

## Biographie
Jean d'Orville, dit Cabaret, est un Picard, peut-être originaire d'Orville, entre Amiens et Arras. Au cours de sa vie, il vécut dans l'entourage de plusieurs princes. Vers 1417-1419, il est au service d'Amédée VIII de Savoie et rédige en ancien français à sa demande la Chronique de Savoye, texte fondateur de la littérature historique savoyarde. Dix ans plus tard, il est en Bourbonnais et écrit la Chronique du bon duc Loys de Bourbon. Il travaille donc, sur commande, pour des princes qui veulent une glorification de leur dynastie.

## Œuvre

### LaChronique de Savoie
- Jean d'Orville dit Cabaret, La Chronique de Savoye, traduite en français moderne et présentée par Daniel Chaubet[3], La Fontaine de Siloé, 1995.  (ISBN 2908697955)

Cabaret fait remonter les origines de la Savoie à un héros mythique, Bérold, censé être le neveu de l'empereur Othon III, et il achève son récit au début du XVe siècle, à l'époque d'Amédée VIII. Sa Chronique eut un grand succès et elle fut souvent imitée par la suite.

### La Chronique du duc Louis II de Bourbon
- Jehan Cabaret d'Orville, La chronique du bon duc Loys de Bourbon, publiée par Alphonse-Martial Chazaud, Paris, Renouard, 1876 (en ligne).

L'ouvrage, écrit en 1429, fut commandé par le petit-fils du duc, Charles de Bourbon, comte de Clermont, futur duc de Bourbon. Cabaret d'Orville le rédigea d'après les souvenirs et peut-être sous la dictée de Jean de Châteaumorand, un compagnon du duc.
L'œuvre exalte le duc Louis comme un modèle du bon prince, du bon chevalier et du bon chrétien.
La chronique fut publiée pour la première fois en 1612 par Jean Masson, archidiacre de Bayeux, frère de Papire Masson, d'après un manuscrit de la bibliothèque de son frère, qui venait de mourir.